# Лопе де Вега (театр)
«Ло́пе де Ве́га» (исп. El teatro Lope de Vega) — театр, расположенный на улице Гран-Виа в Мадриде, Испания. Построен в 1945—1949 гг. по проекту архитекторов Хоакина и Хулиана Отаменди. Назван в честь испанского драматурга, поэта и прозаика Лопе де Вега.

## История
Здание театра находится на территории, где ранее располагался дом исповеди иезуитов. Он сгорел в 1931 году. Участок был приобретён спустя тринадцать лет компанией «Столичное жильё», которая и занялась застройкой пустующей территории (ныне — здания № 53, 55, 57 и 59 по улице Гран-Виа). Здесь компания возвела большой подземный торговый центр, отель «Лопе де Вега» и театр с таким же названием.
Театр был открыт 16 апреля 1949 года специально для постановки мюзиклов, однако к концу 1954 года был переоборудован в кинотеатр.
В 1997 году «Лопе де Вега» вновь становится театром мюзиклов. Вскоре он приобретает синоним — «Испанский Бродвей».
В 2011 году театр подвергается реконструкции, чтобы принять на своей сцене (как потом оказалось) самый успешный мюзикл в Испании — «Король лев».

## Постановки в театре
- 1999: «Красавица и чудовище»
- 2002: «Призрак Оперы»

### «Stage Entertainment España»
- 2004: «Mamma Mia!»
- 2007: «Иисус Христос — суперзвезда»
- 2008: «Классный мюзикл»
- 2009: «Спамалот»
- 2010: «Отверженные»
- 2011: «Король лев»